# دیک رتمان
دیک رَتمان (انگلیسی: Dick Rathmann؛ زادهٔ ۶ ژانویهٔ ۱۹۲۶ با نام جیمز رتمان در لس آنجلس، کالیفرنیا، درگذشتهٔ ۱ فوریهٔ ۲۰۰۰ در ملبورن، فلوریدا) رانندهٔ مسابقات اتومبیل‌رانی اهل ایالات متحده آمریکا بود که در فصل ۱۹۵۰، و دوباره از فصل ۱۹۵۶ تا ۱۹۶۰ در مجموع در شش گراند پری از مسابقات جهانی فرمول یک شرکت کرد.
او در طول دوران فعالیت خود در فرمول یک ۱ بار مسابقه را از پول پوزیشن آغاز کرد و و ۲ امتیاز را به نام خود به‌ثبت رساند.
رتمان در ۱ فوریهٔ ۲۰۰۰ در ملبورن، فلوریدا درگذشت.
در سال ۱۹۴۶، جیم رتمان، برادر کوچکتر او برای شرکت در مسابقات اتومبیل‌رانی از هویت دیک استفاده کرد.